# دون كلون
دون كلون (بالإنجليزية: Don Clune)‏ هو لاعب كرة قدم أمريكية أمريكي، ولد في 31 يوليو 1952 في Havertown, Pennsylvania ‏ في الولايات المتحدة.

## وصلات خارجية
- دون كلون على موقع مرجع كرة القدم المحترفة.كوم (الإنجليزية)